# Gigantocypris
Gigantocypris is een geslacht van kreeftachtigen uit de klasse van de Ostracoda (mosselkreeftjes).

## Soorten
- Gigantocypris agassizi G.W. Müller, 1895
- Gigantocypris agassizii Mueller, 1895
- Gigantocypris australis Poulsen, 1962
- Gigantocypris danae Poulsen, 1962
- Gigantocypris dracontovalis Cannon, 1940
- Gigantocypris muelleri Skogsberg, 1920
- Gigantocypris pellucida Mueller, 1895